# John Kotter

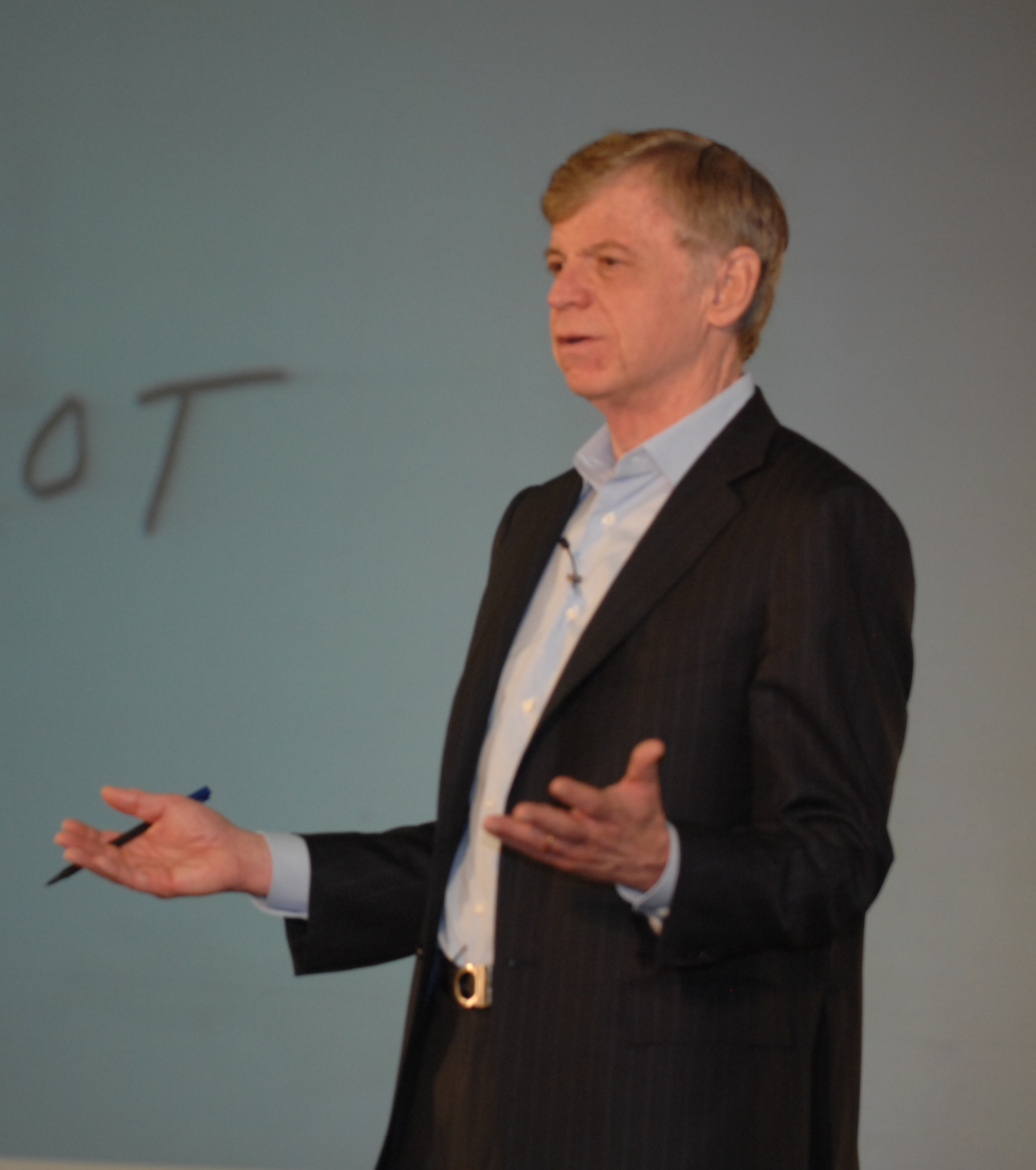
John Kotter in 2011

John Paul Kotter (San Diego (Californië), 25 februari 1947) is een Amerikaans bedrijfskundige en emeritus hoogleraar organisatiekunde en veranderingsmanagement aan de Harvard-universiteit.
Kotter behaalde zijn bachelor aan de Massachusetts Institute of Technology (MIT) in 1968. De graad van master verwierf hij aan de MIT Sloan School of Management in 1970. Twee jaar later promoveerde hij tot "doctor of business administration". Deze graad behaalde hij aan de Harvard-universiteit. In 1980, op zijn 33e, werd Kotter professor aan de Harvard Business School.
In oktober 2001 meldde het tijdschrift Business Week dat uit een onderzoek onder 504 bedrijven was gebleken dat deze bedrijven hem op dat moment als de belangrijkste persoon betitelden op het gebied van leiderschap.
Kotter's bestseller Leading change uit 1995 is een toonaangevend artikel in de managementdiscipline veranderingsmanagement. Hij beschrijft hierin acht chronologische factoren die leiden tot een succesvolle implementatie van verandering binnen organisaties.

## Acht stappen om een organisatie te transformeren
Eight Steps to Transforming Your Organization
1. Voelbaar, zichtbaar maken van de noodzaak ('sense of urgency': 'gevoel van urgentie')
2. Instellen van een krachtige stuurgroep met voldoende middelen om de noodzakelijke verandering te leiden
3. Ontwikkelen van een richtinggevende visie annex strategieën om die visie te realiseren
4. Communiceren van de nieuwe visie
5. Stimuleren en mogelijk maken conform de nieuwe visie te handelen
6. Zorgen voor zichtbare kortetermijnsuccessen
7. Consolideren van verbeteringen en blijven doorvoeren van veranderingen
8. Veranderingen verankeren in de bedrijfscultuur

Elk van deze voorwaarden is een conditio sine qua non. Voldoe je niet aan één ervan, dan zal de poging de noodzakelijke verandering door te voeren, mislukken.

## Publicaties
- 1992. Corporate Culture and Performance. Met James Heskett. ISBN  00291-8467-3
- 1995. Leading Change: Why Transformation Efforts Fail. Gepubliceerd in Harvard Business Review van maart-april 1995 en in Harvard Business Review on Change,ISBN 0-87584-884-2
- 1997. The New Rules: Eight Business Breakthroughs to Career Success in the 21st Century. ISBN 06848-3425-1
- 1999. What Leaders Really Do. ISBN 08758-4897-4
- 2005. Onze ijsberg smelt Met Holger Rathgeber. ISBN 90-470-0092-7